# Empangsari
Empangsari is een bestuurslaag in het regentschap Kota Tasikmalaya van de provincie West-Java, Indonesië. Empangsari telt 7603 inwoners (volkstelling 2010).